# یووا (کشتی)

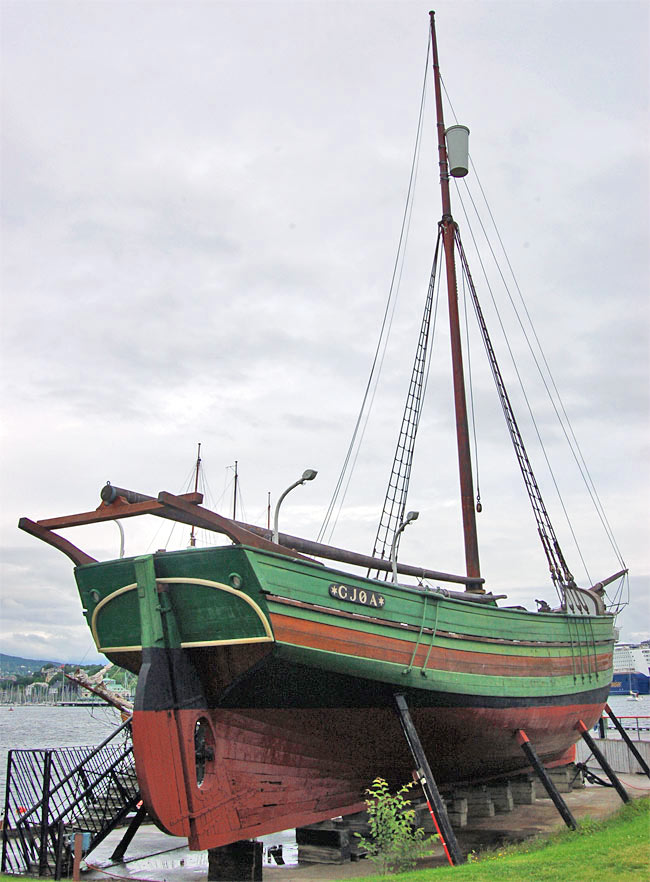
یووا که امروزه به عنوان موزه‌کشتی نگهداری می‌شود

یووا (انگلیسی: Gjøa) اولین کشتی بود که از گذرگاه شمال غربی عبور کرد. روئال آمونسن به اتفاق ۶ خدمه در یک سفر سه ساله از گذرگاه عبور کرد. این سفر در سال ۱۹۰۶ به پایان رسید.